# Vlachy
Vlachy este o comună slovacă, aflată în districtul Liptovský Mikuláš din regiunea Žilina. Localitatea se află la altitudinea de 532 m deasupra n.m., se întinde pe o suprafață de 11,22 km2 și în 2017 număra 606 locuitori.

## Istoric
Localitatea Vlachy este atestată documentar din 1262.

## Demografie
| An:                | 1994 | 2004   | 2014   | 2024    |
| ------------------ | ---- | ------ | ------ | ------- |
| Număr de persoane: | 607  | 630    | 584    | 645     |
| Diferență:         |      | +3,78% | −7,30% | +10,44% |

| An:                | 2023 | 2024   |
| ------------------ | ---- | ------ |
| Număr de persoane: | 643  | 645    |
| Diferență:         |      | +0,31% |